# 프랑수아 제니

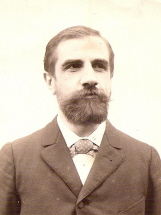
프랑수아 제니

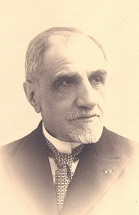
프랑수아 제니

프랑수아 제니(François Gény, 1861–1959)는 근대 프랑스를 대표하는 법철학자이다. 디종대학, 낭시대학에서 민법을 강의했다.
관습법의 성립요건은 일반관행과 법적확신이라는 법적확신설을 1919년 세계 최초로 발표했다. 법적확신설은 2010년 기준으로 국제법에서의 통설, 판례이며, 대한민국 국내법에서의 통설, 판례이다.

## 같이 보기
- 국제관습법
- 법적확신